# Raatosaari (ö i Södra Savolax, S:t Michel, lat 61,17, long 27,04)
Raatosaari är en ö i Finland. Den ligger i sjön Ala-Pahkajärvi och i kommunen Mäntyharju i den ekonomiska regionen  S:t Michel och landskapet Södra Savolax, i den södra delen av landet, 160 km nordost om huvudstaden Helsingfors. Öns area är 0,3 hektar och dess största längd är 100 meter i nord-sydlig riktning.